# The Day We Left Town
The Day We Left Town — третій сингл норвезького співака та композитора Евена Йохансена. 21 квітня 2003 року альбом вийшов Великій Британії обмеженим накладом. В Японії альбом вийшов під лейбом Sony Music 23 квітня 2003 року. Японська версія синглу включає в себе додаткову композицію «Heaviest Heart».

## Список композицій
Європейська версія:
1. «The Day We Left Town» — 3:59
2. «Clean Slate» — 3:54
3. «Dead Happy» — 4:52
4. «The Big Black Moon» — 3:23

Японська версія:
1. «The Day We Left Town» — 3:59
2. «Clean Slate» — 3:53
3. «Where Happiness Lives» — 3:37
4. «Heaviest Heart» — 4:44
5. «The Big Black Moon» — 3:23